# Robur (bande dessinée)
Pour les articles homonymes, voir Robur.
Robur est une série de bande dessinée de genre steampunk, créée par Gil Formosa (dessin et couleurs) et Jean-Marc et Randy Lofficier (scénario), parue entre 2003 et 2005 aux Éditions Albin Michel. La série est complète en 3 tomes. Elle s’inspire librement des univers fantastiques créés par les auteurs de science-fiction du XIXe et du début du XXe siècle, en particulier Jules Verne et H. G. Wells ; c'est un mélange de 3D et de dessins traditionnels.

## Synopsis
En 1901, le professeur Cavor atterrit sur la Lune, achevant ainsi le voyage commencé par les héros de Jules Verne, et en prend possession au nom de l'Empire britannique. Il y rencontre les Sélénites, race de métal intelligent polymorphe, à la mentalité de ruche, et passe des années chez eux. Le contact est plutôt positif.
Jusqu'au jour où éclate la Première Guerre mondiale. Les Sélénites sont révoltés par le massacre et décident d'asservir ces voisins belliqueux. Ils rapprochent alors la Lune de la Terre, provoquant des cataclysmes, et envahissent la planète. Des Terriens se mettent à leur service, dont l'Allemagne qui devient nazie avant l'heure (et sans le concours d'Adolf Hitler). D'autres entrent en résistance, dont l'Angleterre, certains industriels américains, et de nombreux aventuriers de par le monde.
Le chef de la rébellion est Robur, un personnage mystérieux qui a eu de nombreuses identités au cours de sa très longue vie et qui a peut-être pu être Robur le Conquérant. Avec ses alliés, il va mener une guerre mondiale, faite d'espionnage, de trahison et de combats sans merci.
La série commence en 1931, quinze ans après l'invasion Sélénite, lorsque Londres est rasée.

## Albums
1. De la Lune à la Terre (2003)[1]
2. 20 000 ans sous les mers (2004)
3. Voyage au centre de la Lune (2005)

Ces 3 albums ont été publiés en version anglaise dans le magazine Heavy Metal :
1. From the Moon to the Earth (décembre 2003)
2. 20,000 Years Under the Seas (automne 2005)
3. Journey to the Center of the Moon (été 2007)

## Publication

### Éditeurs
- Albin Michel : tomes 1 à 3 (première édition des tomes 1 à 3)